# 2009年金球獎

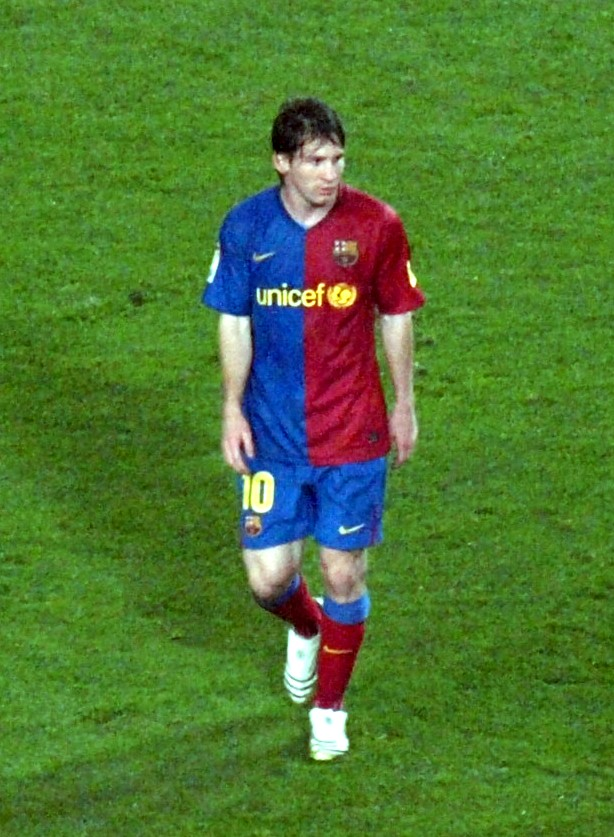
2009年金球獎得主－梅西

2009年金球獎，亦稱2009年歐洲足球先生，是《法國足球》雜誌授予2009年表現最優秀的足球運動員的獎項，2009年12月1日正式公佈由阿根廷球員美斯成為2009年金球獎得主，他在選舉中取得473票擊敗上年得主克里斯蒂亚诺·罗纳尔多（233票）及西班牙球員沙維（170票），成為金球獎成立以來首位獲獎的阿根廷球員。效力巴塞隆拿的美斯亦成為繼约翰·克鲁伊夫、苏亚雷斯、赫里斯托·斯托伊奇科夫、里瓦尔多及罗纳尔迪尼奥之後第六位獲得金球獎的巴塞隆拿球員。

## 投票结果
2009年12月1日，《法國足球》雜誌公佈2009年金球獎由阿根廷球員美斯以大熱之態獲得，他在選舉中在1440票中取得473票，擊敗賽前兩名大熱人選－葡萄牙球員克里斯蒂亚诺·罗纳尔多及西班牙球員哈维尔，前者協助曼聯實現英超三連冠及奪得歐聯亞軍冠軍，後者與美斯協助巴塞隆拿勇奪西班牙甲組聯賽、西班牙盃及歐聯冠軍成為達成創會以來首次三冠王。
| 排名 | 球員                  | 國籍   | 效力球會          | 得分  |
| ---- | --------------------- | ------ | ----------------- | ----- |
| 1    | 利昂内尔·梅西         | 阿根廷 | 巴塞隆拿          | 473分 |
| 2    | 克里斯蒂亚诺·罗纳尔多 | 葡萄牙 | 曼聯 皇家馬德里   | 233分 |
| 3    | 哈维                  | 西班牙 | 巴塞隆拿          | 170分 |
| 4    | 安德列斯·恩尼斯達     | 西班牙 | 巴塞隆拿          | 149分 |
| 5    | 萨缪埃尔·埃托奥       | 喀麦隆 | 巴塞隆拿 國際米蘭 | 75分  |
| 6    | 卡卡                  | 巴西   | AC米蘭 皇家馬德里 | 58分  |
| 7    | 兹拉坦·伊布拉希莫维奇 | 瑞典   | 國際米蘭 巴塞隆拿 | 50分  |
| 8    | 韦恩·鲁尼             | 英格兰 | 曼聯              | 35分  |
| 9    | 史蒂文·杰拉德         | 英格兰 | 利物浦            | 33分  |
| 10   | 迪迪埃·德罗巴         |        | 車路士            | 32分  |
| 11   | 费尔南多·托雷斯       | 西班牙 | 利物浦            | 22分  |
| 12   | 法比加斯              | 西班牙 | 阿仙奴            | 13分  |
| 13   | 艾甸·迪斯高           |        | 禾夫斯堡          | 12分  |
| 14   | 賴恩·傑斯             |        | 曼聯              | 11分  |
| 15   | 弗兰克·里贝里         | 法國   | 拜仁慕尼黑        | 9分   |

## 外部連結
- 選舉詳細投票結果（rsssf.com）（页面存档备份，存于）